# Línea 321 (Buenos Aires)
La Línea 321 es una línea de colectivos de Área Metropoliana de Buenos Aires. Recorre las localidades de Castelar, Ituzaingó y Libertad, y es operada por el Grupo ERSA.
esta línea hasta el 1° de julio de 2016, fue operado por la empresa ecotrans(grupo plaza)

## Recorrido
Algunos de los servicios que salen de Libertad finalizan en Ituzaingó

### Ida
Desde Castelar por Av. Rivadavia, Buenos AIres, Av. E. Zeballos, Av. Rivadavia, Mariano Acosta, 24 de octubre, Dr. Medrano, Blas Parera, W. Morris, Cnel. Casacuberta, Gamboa hasta Libertad

### Vuelta
Desde Libertad por Gamboa, Cnel. Casacuberta, W. Morris, Blas Parera, Gral. Rondeau, Av. Rivadavia, L. Pasteur, Int. Revoredo, A. France, Espronceda, Av. Rivadavia, Almafuerte, Gdor. D. Rocha, Gral. Mitre, Av. Rivadavia hasta Castelar